# Julián Ceballos Casco
Julián Ceballos Casco (Tepito, Ciudad de México, 1940 - 2011) fue un artista plástico y escritor mexicano. Fue fundador del colectivo Tepito Arte Acá junto a Daniel Manrique, Gustavo Bernal y Armando Ramírez. Entre otros temas, su obra retrató situaciones cotidianas y de religiosidad de su entorno, el barrio de Tepito, al norte del Centro Histórico de la Ciudad de México.

## Biografía
De formación autodidacta, a los 10 años decidió ser pintor. Tuvo un curso con un pintor catalán a los 18 años. Participó en la exposición "Conozca México, visite Tepito" en la Galería José María Velasco en 1973, momento gestacional de la corriente Tepito Arte Acá. Desde entonces expuso en una centena de recintos culturales en México y en países como España.
Casco decidió apartarse de la escena cultural relacionada al arte en su ciudad y seguir viviendo en su barrio natal hasta su muerte. A la par de su labor artística, realizó labores de restauración en el Tianguis de la Lagunilla.

## Estilo
Dentro del estilo de Casco se encuentran influencias de situaciones cotidianas vividas en su barrio, Tepito, e influencias del arte relacionado con la religión católica, concretamente la Virgen de Guadalupe.

La Guadalupana nos da un quid de identidad, nos aglutina de alguna manera ¿no?, en ese
transmite cultural sigue siendo la gran madre, ¿no?
Mi interés por la Guadalupana no sé si sea un homenaje, pero sí es la búsqueda, de algo ¿no?
Julián Ceballos Casco citado por Escalante Gonzalbo (2010)

Investigaciones citan la obra de Casco como un ejemplo de la relevancia para el barrio de Tepito de la Virgen de Guadalupe.